# HD 16760
HD 16760 はペルセウス座の方角にある連星系で、太陽系から約190光年離れている。恒星A (HIP 12638) は太陽に似た9等級のG型主系列星で、10等級のK型主系列星の伴星 HD 16760 B (HIP 12635) との実視連星である。地球から見た両者の恒星の間隔は14.6秒角で、物理的距離は 660 au 離れているとされている。
2009年7月、主星Aの周囲を木星質量の10倍程度の質量を持つ天体が公転していることが報告された。太陽系外惑星と褐色矮星のどちらに分類されるべきかは2009年の時点では確定していなかったが、後にそれよりも遥かに大きい赤色矮星ほどの質量を持っていることが判明した。

## 惑星系
2009年、視線速度法によって太陽系外惑星の探査を行っていた2つの独立したプログラム (SOPHIE, N2K) が、主星 HD 16760 A の周囲を公転する天体 HD 16760 b の発見を報告した。国際天文学連合の太陽系外惑星作業グループは惑星と褐色矮星の暫定的な分類方法として、重水素核融合が起きるか起きないかの境界（13木星質量）に基づいたものを提示しているが、軌道傾斜角が90度であると仮定したときに求められる HD 16760 b の下限質量は 13.13 ± 0.56 木星質量と見積もられ誤差の範囲でこの境界と重なっている。また、恒星と同じような過程で作られる天体は一般的な連星と同じようにつぶれた楕円軌道を持つ場合が多いが、HD 16760 b の軌道は真円に近い。これは、この天体が惑星と同じように、恒星の周りに作られた原始惑星系円盤で形成された可能性を示している。惑星の形成を説明するコア集積モデルの研究では、原始惑星系円盤から形成される天体は最大で20 - 25木星質量に達することを予測するものもあり、褐色矮星と惑星の分類基準については議論が続けられていた。
しかし、地上から行われた補償光学による直接観測で求められたデータを分析した結果、HD 16760 b の軌道傾斜角がわずか2.6度しかない、ほぼ地球に対して正面を向けた軌道で公転していることが2011年に報告された。これにより、HD 16760 b の質量は太陽質量の 0.28 ± 0.04 倍、木星質量にして 293 ± 42 倍へと大幅に上方修正され、惑星や褐色矮星どころか赤色矮星クラスの規模の天体であることが示された。そして2020年にガイア衛星による位置天文学的測定の観測結果から、実際に HD 16760 b の軌道傾斜角が非常に小さく、赤色矮星クラスの質量を持つ天体であることが正式に確認された。この報告を受けて、太陽系外惑星エンサイクロペディアでは惑星の現況を Retracted（撤回）とし、正式に確認された太陽系外惑星が掲載されるリストから除外している。
| 名称 （恒星に近い順） | 質量                 | 軌道長半径 （天文単位） | 公転周期 (日)   | 軌道離心率      | 軌道傾斜角          | 半径 |
| --------------------- | -------------------- | ----------------------- | --------------- | --------------- | ------------------- | ---- |
| b (惑星としては撤回)  | 291.9+120.7 −69.4 MJ | 1.161 ± 0.097           | 466.048 ± 0.057 | 0.0812 ± 0.0018 | 3.164+0.810 −0.762° | —    |